# Дреновци (Косјерић)
Дреновци су насеље у Србији у општини Косјерић у Златиборском округу. Према попису из 2022. било је 257 становника.
Овде се налази Железничка станица Самари.
Кадрови филма Жикина династија снимани су у овом селу.

## Демографија
У насељу Дреновци живи 348 пунолетних становника, а просечна старост становништва износи 47,9 година (47,7 код мушкараца и 48,1 код жена). У насељу има 139 домаћинстава, а просечан број чланова по домаћинству је 2,84.
Ово насеље је великим делом насељено Србима (према попису из 2002. године), а у последња три пописа, примећен је пад у броју становника.
|  |

| Демографија | Демографија | Демографија |
| Година      | Становника  | Становника  |
| ----------- | ----------- | ----------- |
| 1948.       | 746         |             |
| 1953.       | 788         |             |
| 1961.       | 748         |             |
| 1971.       | 776         |             |
| 1981.       | 656         |             |
| 1991.       | 544         | 532         |
| 2002.       | 395         | 400         |

| Етнички састав према попису из 2002.‍ | Етнички састав према попису из 2002.‍ | Етнички састав према попису из 2002.‍ | Етнички састав према попису из 2002.‍ | Етнички састав према попису из 2002.‍ |
| ------------------------------------ | ------------------------------------ | ------------------------------------ | ------------------------------------ | ------------------------------------ |
|                                      |                                      |                                      |                                      |                                      |
| Срби                                 | Срби                                 |                                      | 390                                  | 98,73%                               |
| Црногорци                            | Црногорци                            |                                      | 1                                    | 0,25%                                |
| Руси                                 | Руси                                 |                                      | 1                                    | 0,25%                                |
| Мађари                               | Мађари                               |                                      | 1                                    | 0,25%                                |
| Македонци                            | Македонци                            |                                      | 1                                    | 0,25%                                |
| непознато                            | непознато                            |                                      | 0                                    | 0,0%                                 |

| Година пописа     | 1948. | 1953. | 1961. | 1971. | 1981. | 1991. | 2002. |
| ----------------- | ----- | ----- | ----- | ----- | ----- | ----- | ----- |
| Број домаћинстава | 162   | 164   | 173   | 198   | 174   | 156   | 139   |

| Број чланова      | 1  | 2  | 3  | 4  | 5  | 6 | 7 | 8 | 9 | 10 и више | Просек |
| ----------------- | -- | -- | -- | -- | -- | - | - | - | - | --------- | ------ |
| Број домаћинстава | 37 | 40 | 22 | 11 | 16 | 7 | 3 | 2 | 1 | 0         | 2,84   |

| Пол    | Укупно | Неожењен/Неудата | Ожењен/Удата | Удовац/Удовица | Разведен/Разведена | Непознато |
| ------ | ------ | ---------------- | ------------ | -------------- | ------------------ | --------- |
| Мушки  | 181    | 49               | 109          | 19             | 4                  | 0         |
| Женски | 174    | 16               | 112          | 45             | 1                  | 0         |
| УКУПНО | 355    | 65               | 221          | 64             | 5                  | 0         |

| Пол    | Укупно                    | Пољопривреда, лов и шумарство | Рибарство                            | Вађење руде и камена | Прерађивачка индустрија       |
| ------ | ------------------------- | ----------------------------- | ------------------------------------ | -------------------- | ----------------------------- |
| Мушки  | 86                        | 47                            | 0                                    | 0                    | 17                            |
| Женски | 30                        | 24                            | 0                                    | 0                    | 1                             |
| УКУПНО | 116                       | 71                            | 0                                    | 0                    | 18                            |
| Пол    | Производња и снабдевање   | Грађевинарство                | Трговина                             | Хотели и ресторани   | Саобраћај, складиштење и везе |
| Мушки  | 2                         | 7                             | 2                                    | 0                    | 9                             |
| Женски | 0                         | 1                             | 1                                    | 0                    | 1                             |
| УКУПНО | 2                         | 8                             | 3                                    | 0                    | 10                            |
| Пол    | Финансијско посредовање   | Некретнине                    | Државна управа и одбрана             | Образовање           | Здравствени и социјални рад   |
| Мушки  | 0                         | 1                             | 1                                    | 0                    | 0                             |
| Женски | 0                         | 0                             | 1                                    | 0                    | 1                             |
| УКУПНО | 0                         | 1                             | 2                                    | 0                    | 1                             |
| Пол    | Остале услужне активности | Приватна домаћинства          | Екстериторијалне организације и тела | Непознато            | Непознато                     |
| Мушки  | 0                         | 0                             | 0                                    | 0                    | 0                             |
| Женски | 0                         | 0                             | 0                                    | 0                    | 0                             |
| УКУПНО | 0                         | 0                             | 0                                    | 0                    | 0                             |